# الخاقان بومين
الخاقان بومين، (بالإنجليزية: Bumin Qaghan)‏، (بالتركية القديمة:𐰉𐰆𐰢𐰣:𐰴𐰍), المعروف باسم خاقان إيليغ (بالصينية: 伊利可汗), (الوفاة: 552م) هو مؤسس الخاقانية التركية.
هو الابن الأكبر لأشينا تواو  وكان زعيم الشعب التركي الذي كان يُطلق عليه لقب  «العبد الحداد» في ظل حكم الخاقان روران [الإنجليزية]. وكان يُذكر أيضًا باسم «التيومين»، أي حاكم العشرة آلاف من رعية خاقانية الروران.

## حياته
طبقًا لما ورد في كتاب تاريخ العائلات المالكة في الشمال [الإنجليزية] وشيزي تونغيان [الإنجليزية]، بدأت قبيلة تيومين في الصعود تدريجيًا، حتي تمكنت من احتلال الجهة الغربية من منطقة وي. فأرسل مستشار منطقة غرب وي، تيوين تاي، آن نوبانتو (ناناي باندا، وهو أحد أفراد شعب سوغديانا، من بخارى) إلى غوك ترك، لكي يقوم بتحية زعيم قبيلة تيومين، في محاولة لتأسيس علاقات تجارية معه. وفي عام 546، أبدت تيومين فروض الولاء لغرب وي.
وفي العام نفسه قام بإخماد ثورة «قبائل تيلي» ضد حكامهم المطلقين من خاقانية الروران. وقد حاول الاستفادة من نجاحه بطلب الزواج من أميرة روران. ولكن خاقان روران «أناغوي]»، رفض طلبه وأرسل إليه مبعوثًا برسالة تقول: أنت عبدي الحداد. كيف تجرؤ على نطق هذه الكلمات؟. ولكن الغضب تملك بومين، وقتل مبعوث أناغوي، وقطع كل العلاقات بخاقانية الروران.
سُجلت الإهانة التي وجهها أناغوي إليه بأنه «عبد حداد» (鍛 奴 / 锻奴, Pinyin: duàn nú, Wade-Giles: tuan-nu) في سجلات التاريخ الصيني، واتفق المؤرخون على أن «الغوك ترك» كانوا حقًا عبيدًا من الحدادين، للصفوة من الروران، وأن مصطلح «العبيد الحدادين» قد يشير إلى نوع من نظام العبودية، الذي كان سائدًا في مجتمع الروران. وعلى الرغم من ذلك، بزغ نجم بومين بعد هذه الواقعة كقائد للثورة ضد الروران.
وفي عام 551، طلب بومين الزواج من أميرة غرب وي. ووافق تيوين تاي على تلك الزيجة وأرسل «الأميرة شانغل» أميرة غرب وي إلى بومين. وفي العام نفسه عندما توفي الإمبراطور وين [الإنجليزية]، إمبراطور غرب وي، أرسل بومين مبعوثًا ومعه مائتا جواد.
وفي عام 552، هزمت جيوش بومين قوات أناغوي في شمال هويهوانغ ثم ما لبث أناغوي أن انتحر. وبعد تلك الهزيمة، أعلن بومين نفسه «خاقان إيليج» ونصب زوجته ملكة. طبقًا للمعلومات الواردة عن مجمع خاقان بيلج التذكاري ومجمع كول تيغين التذكاري، فإن بومين وإيستيمي حكما الشعب بالقوانين التركية ولكنهم أدخلا عليها تعديلات.

## وفاته، ومن خلفه في الحكم
توفي «بومين» بعد عدة أشهر من إعلانه خاقانًا لإيليج. وخلفه في الحكم أخوه الأصغر إيستيمي [الإنجليزية]، في المنطقة الغربية، وابنه الخاقان إيسيك [الإنجليزية] الذي حكم المنطقة الشرقية، وفي غضون أقل من قرن واحد، توسعت مملكته، لتشمل معظم مناطق آسيا الوسطى.